# Partia Zielonych (Szwecja)
Partia Zielonych (szw. Miljöpartiet de Gröna, MP) – szwedzka partia ekologiczna, powstała w 1981, na fali ruchu przeciwników energii atomowej (referendum w Szwecji w 1980).

## Program
Szwedzka Partia Zielonych jest przeciwna wykorzystywaniu energii nuklearnej i domaga się zastąpienia jej źródłami odnawialnymi. Działa na rzecz reformy rybołówstwa i walki z przełowieniem. Szwedzcy Zieloni tradycyjnie byli przeciwni członkostwu Szwecji w UE i domagali się rozpisania referendum na ten temat, z czasem zmienili stanowisko i obecnie popierają członkostwo w UE, zarazem sprzeciwiając się wejściu Szwecji do strefy euro.

## Udział w rządzie
Po wyborach w 2014 roku szwedzka Partia Zielonych po raz pierwszy w historii weszła w skład koalicji rządzącej, współtworząc mniejszościowy rząd socjaldemokraty Stefana Löfvena.

## Wyniki wyborów
| Wybory | Liczba głosów | Procent głosów | Mandaty (Riksdag) | Zmiana |
| ------ | ------------- | -------------- | ----------------- | ------ |
| 1982   | 91 787        | 1,7%           | 0                 | –      |
| 1985   | 83 645        | 1,5%           | 0                 | –      |
| 1988   | 296 935       | 5,5%           | 20                | 20     |
| 1991   | 185 051       | 3,4%           | 0                 | 20     |
| 1994   | 279 042       | 5,0%           | 18                | 18     |
| 1998   | 236 699       | 4,5%           | 16                | 2      |
| 2002   | 246 392       | 4,6%           | 17                | 1      |
| 2006   | 291 121       | 5,2%           | 19                | 2      |
| 2010   | 437 435       | 7,3%           | 25                | 6      |
| 2014   | 429 295       | 6,9%           | 25                | –      |
| 2018   | 285 899       | 4,4%           | 16                | 9      |
| 2022   | 328 362       | 5,1%           | 18                | 2      |

| Wybory | Liczba głosów | Procent głosów | Mandaty (PE) | Zmiana |
| ------ | ------------- | -------------- | ------------ | ------ |
| 1995   | 462 092       | 17,2%          | 4            | 4      |
| 1999   | 239 946       | 9,5%           | 2            | 2      |
| 2004   | 149 603       | 6,0%           | 1            | 1      |
| 2009   | 349 114       | 11,0%          | 2            | 1      |
| 2014   | 572 591       | 15,4%          | 4            | 2      |
| 2019   | 478 258       | 11,5%          | 2            | 2      |